# Hôtel Dragon
L'hôtel Dragon (en estonien : Hotell Draakon) est un hôtel à Tartu en Estonie.

## Présentation
L'hôtel est situé en bordure de la place de l'hôtel de ville, au coin de la rue Ülikoli tänav.
L'hôtel Draakon appartient au complexe architectural royal de la vieille ville de Tartu, où les époques baroque et classique sont représentées.
À côté de l'hôtel se trouve l'hôtel de ville construit en 1789, à proximité se trouve le bâtiment principal de l'université construit en 1802  et l'église Saint-Jean datant du  XIIIe siècle.
L'hôtel occupe deux bâtiments : le bâtiment du restaurant (Raekoja plats 2) est baroque et date du XVIIIe siècle, tandis que le bâtiment de l'hôtel (Raekoja plats 4) est déjà dans le style classique du début du XIXe siècle.
Tous deux font partie de la zone de protection du patrimoine de la vieille ville de Tartu.
L'hôtel a ouvert ses portes en mai 2000. Le propriétaire de l'hôtel est AS Tony.

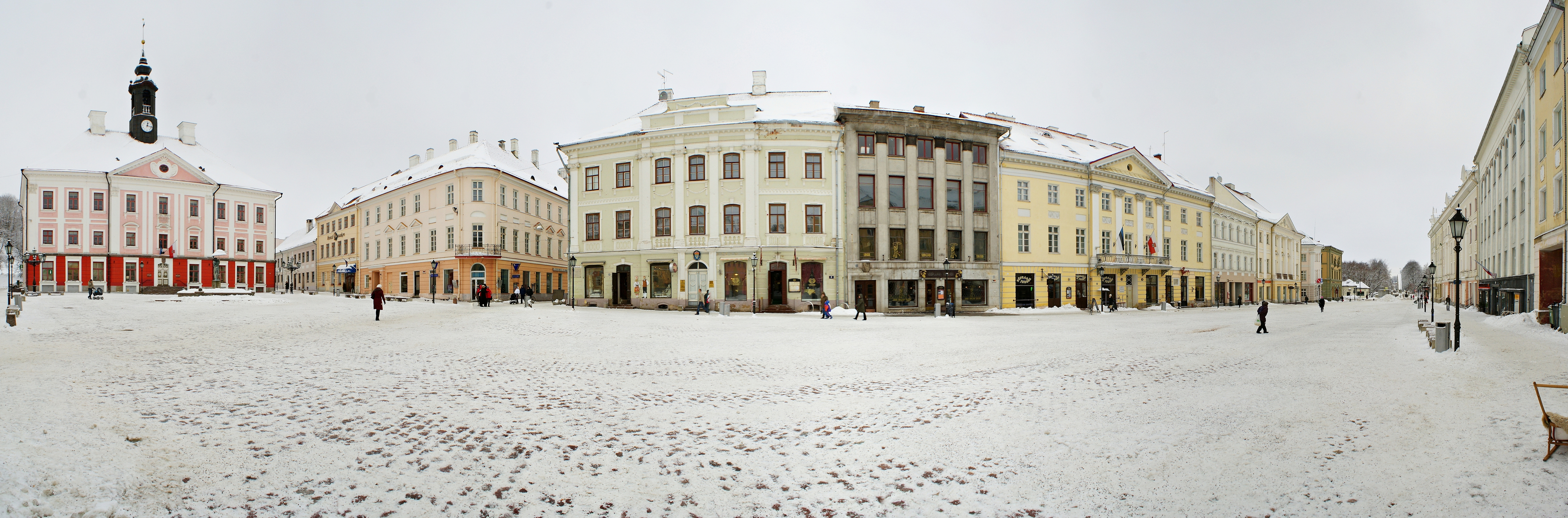
La place de l'hôtel de ville, de gauche a droite l'hôtel de ville et l'hôtel Dragon.